# 韋林 (斯特雷區)
49°29′4″N 23°59′25″E / 49.48444°N 23.99028°E

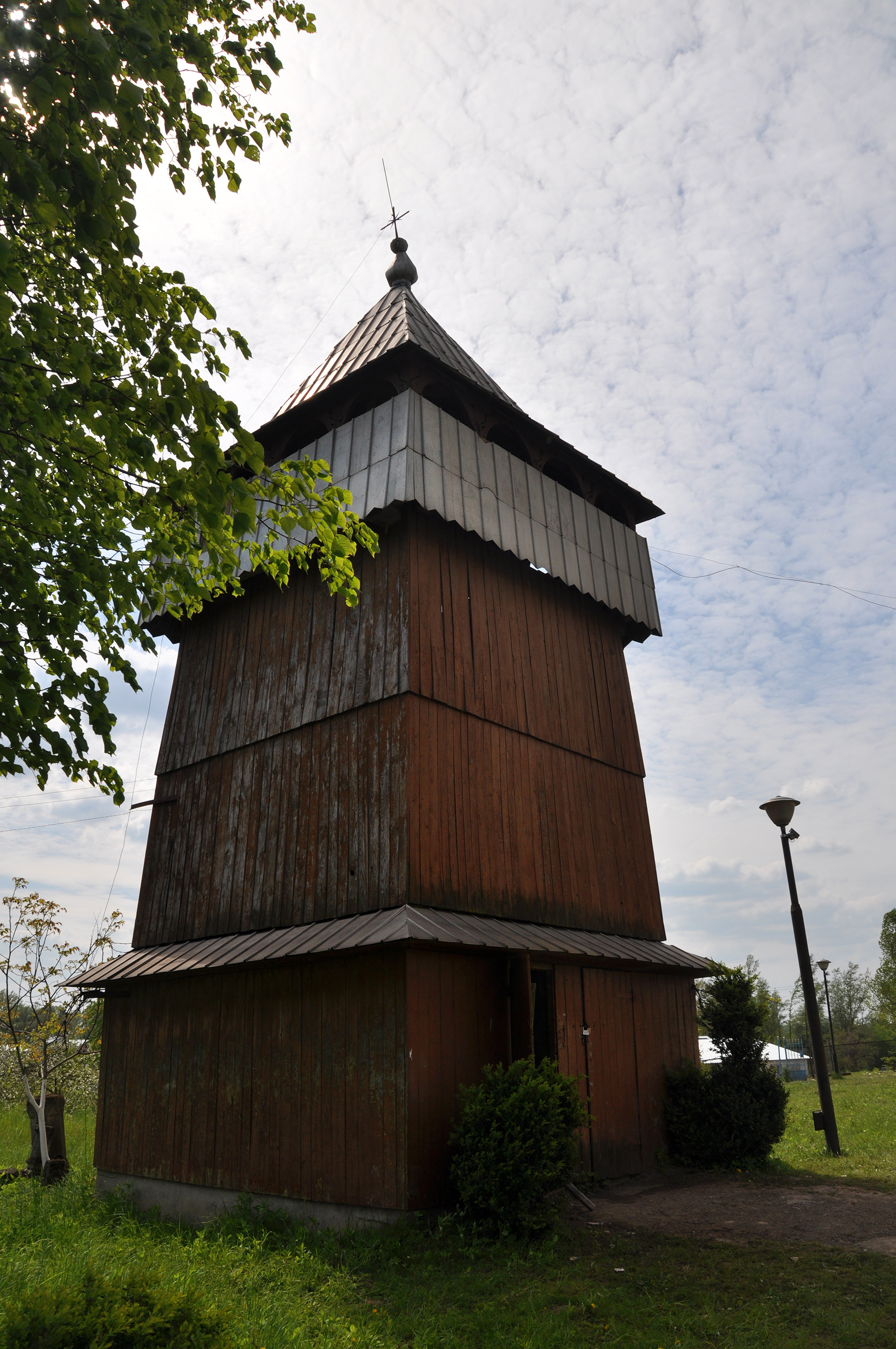
钟楼

韋林（烏克蘭語：Верин），是烏克蘭西部利維夫州斯特雷區罗兹瓦迪夫市镇的村落。始建於1452年，面積1.52平方公里，海拔高度259米，2017年人口1,642，人口密度每平方公里1,105.26人。